# Machang (district)
Machang is een district in de Maleisische deelstaat Kelantan.
Het district telt 93.000 inwoners op een oppervlakte van 550 km².